# Premier League 2023 (Maldive)
La Dhivehi Premier League 2023, nota anche come Ooredoo Dhivehi Premier League 2023 per ragioni di sponsorizzazione, è stata l'8ª edizione della massima serie del campionato di calcio maldiviano. Il campionato è iniziato l'8 maggio 2023 e si è concluso il 19 dicembre 2023. 
La squadra campione in carica era il Maziya, al suo quarto titolo, che si è riconfermata vincendo il suo quinto campionato.

## Stagione

### Novità
Il Da Grande ultimo classificato nella stagione 2022, è stato retrocesso in seconda divisione. Al suo posto è stato promosso dalla seconda divisione il Buru.

### Formula
Il campionato si gioca con un girone all'italiana di andata e ritorno, per un totale di 14 giornate. Al termine di esse, la squadra prima classificata è campione delle Maldive e qualificata alla Coppa dell'AFC 2024-2025.

## Squadre partecipanti
| Club          | Città | Stagione precedente               |
| ------------- | ----- | --------------------------------- |
| Buru          | Male  | 1° in Seconda Divisione 2022      |
| Eagles        | Male  | 2° in Dhivehi Premier League 2022 |
| Green Streets | Male  | 4° in Dhivehi Premier League 2022 |
| Maziya        | Male  | Campione delle Maldive            |
| Super United  | Male  | 7° in Dhivehi Premier League 2022 |
| TC Sports     | Male  | 5° in Dhivehi Premier League 2022 |
| Utd Victory   | Male  | 6° in Dhivehi Premier League 2022 |
| Club Valencia | Male  | 3° in Dhivehi Premier League 2022 |

## Classifica
|                    | Pos. | Squadra       | Pt | G  | V  | N | P  | GF | GS | DR  |
| ------------------ | ---- | ------------- | -- | -- | -- | - | -- | -- | -- | --- |
| Maldive (bandiera) | 1.   | Maziya        | 40 | 14 | 13 | 1 | 0  | 56 | 4  | +52 |
|                    | 2.   | Eagles        | 35 | 14 | 11 | 2 | 1  | 57 | 17 | +40 |
|                    | 3.   | Super United  | 30 | 14 | 10 | 0 | 4  | 35 | 21 | +14 |
|                    | 4.   | TC Sports     | 22 | 14 | 7  | 1 | 6  | 21 | 24 | -3  |
|                    | 5.   | Buru          | 18 | 14 | 6  | 0 | 8  | 18 | 26 | -8  |
|                    | 6.   | Utd Victory   | 12 | 14 | 4  | 0 | 10 | 15 | 49 | -34 |
|                    | ---  | Green Streets | 5  | 14 | 1  | 2 | 11 | 8  | 43 | -35 |
|                    | ---  | Club Valencia | 2  | 14 | 0  | 2 | 12 | 4  | 30 | -28 |

Legenda:
      Campione delle Maldive e ammessa alla Coppa dell'AFC 2024-2025.